# 나임 슬리티
나임 슬리티(아랍어: نعيم سليتي, Naïm Sliti, 1992년 7월 27일 ~ )는 프랑스에서 태어난 튀니지의 축구 선수로 현재 카타르 스타스 리그의 알아흘리에서 미드필더로 활약하고 있다.